# Asamblea Provincial de Gandaki
La Asamblea Provincial de la provincia de Gandaki, también conocida como Provincia de Gandaki Sabha, (nepalí: गण्डकी प्रदेश सभा) es un órgano unicameral de gobierno y elaboración de leyes de la provincia de Gandaki, una de las siete provincias de Nepal. La asamblea tiene su sede en la capital provincial, Pokhara, en el distrito de Kaski, en el Centro de Capacitación en Desarrollo Urbano. La asamblea tiene 60 miembros de los cuales 36 son elegidos mediante votación previa al cargo y 24 de los cuales son elegidos mediante representación proporcional. El plazo de la asamblea es de cinco años hasta que se disuelva antes.
Las funciones de la Asamblea Provincial es la supervisión parlamentaria o función de control, aprobar el presupuesto anual, legislar y formar el gobierno local.
La actual Segunda Asamblea Provincial fue constituida en 2022, luego de las elecciones provinciales de 2022. Las próximas elecciones tendrán lugar cuando finalice el mandato de cinco años en noviembre de 2027.

## Historia
La Asamblea Provincial de la provincia de Gandaki se formó en virtud del artículo 175 de la Constitución de Nepal de 2015, que garantiza una legislatura provincial para cada provincia del país. Las elecciones provinciales de 2022 se llevaron a cabo en las siete provincias de Nepal y las elecciones en la provincia de Gandaki disputarion 60 escaños a la asamblea.La primera reunión de la asamblea provincial se celebró el 4 de febrero de 2018.

## Legislaturas
| Año electoral | Asamblea     | Inicio de la legislatura | Fin de la legislatura | Portavoz            | Ministro en jefe                | Partido         |
| ------------- | ------------ | ------------------------ | --------------------- | ------------------- | ------------------------------- | --------------- |
| 2017          | 1ra Asamblea | 4 de febrero de 2018     | Septiembre 2022       | Netra Nath Adhikari | Prithvi Subba Gurung            | CPN (UML)       |
| 2017          | 1ra Asamblea | 4 de febrero de 2018     | Septiembre 2022       | Netra Nath Adhikari | Krishna Chandra Pokharel nepalí | Congreso nepalí |
| 2022          | 2da Asamblea | 2 de enero de 2023       | 27 de abril de 2023   | Krishna Dhital      | Khagaraj Adhikari               | CPN (UML)       |
| 2022          | 2da Asamblea | 27 de abril de 2023      | Vigente               | Krishna Dhital      | Gabinete Surendra Raj Pandey    | Congreso nepalí |

## comités
El artículo 195 de la Constitución de Nepal otorga a las asambleas provinciales el poder de formar comités especiales para gestionar los procedimientos de trabajo.
| N.º | Comité                          |
| --- | ------------------------------- |
| 1   | Gestión del Trabajo             |
| 2   | Finanzas y Desarrollo           |
| 3   | Cuentas Públicas                |
| 4   | Asuntos estatales y Derecho     |
| 5   | Desarrollo social y agricultura |